# パテルノー
パテルノー（イタリア語: Paternò, シチリア語: Patennò）は、イタリア共和国シチリア州カターニア県にある、人口約48,000人の基礎自治体（コムーネ）。

## 地理

### 位置・広がり

#### 隣接コムーネ
隣接するコムーネは以下の通り。
- ベルパッソ
- ビアンカヴィッラ
- カステル・ディ・ユーディカ
- チェントゥーリペ (EN)
- ラガルナ
- ラマッカ
- サンタ・マリーア・ディ・リコディーア

## 泥水噴出孔
パテルノー郊外には、泥水噴出孔が存在する

。

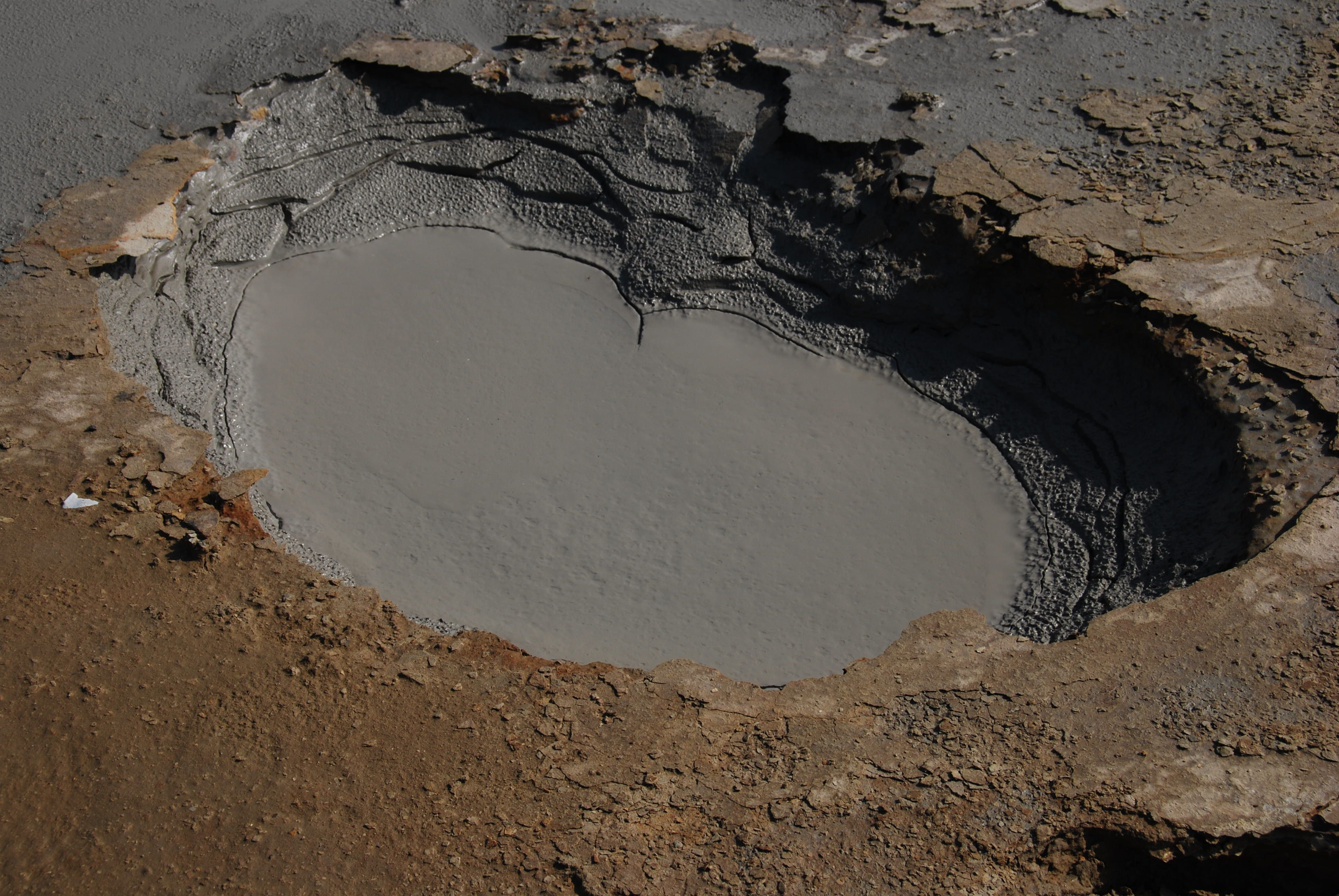
パテルノーにある泥水噴出孔。

カターニア県にはエトナ山が存在するものの、エトナ山の噴火とは無関係とされている

。

## 人物

### 著名な出身者
- フランチェスコ・ココ - サッカー選手。